# Dramatická tvorba Augusta Strindberga
Johan August Strindberg patří k nejvýznamnějším dramatikům 19. století. Společně s Henrikem Ibsenem představují přední reprezentanty skandinávské dramatiky. Strindbergův odkaz byl důležitým inspiračním zdrojem zejména pro dramatiky absurdního divadla. 

## Naturalista Strindberg
"Strindbergem začíná drama, která později získává název "osobní drama" ("Ich-Dramatik) a po celá desetiletí určuje tvář dramatické literatury.", napsal v roce 1969 přední divadelní teoretik Peter Szondi, snažíc se tak poukázat na skutečnost, že čistě naturalistická forma nemohla být v případě Strindbergových ztvárnění očekávána. Jeho vypjatý subjektivismus při líčení postav nebyl plně slučitelný s naturalistický stylem a v jeho díle tak docházelo k jistému vypětí. Švédský dramatik začal svou grandiózní tvorbu, sestávající z padesáti osmi textů, v roce 1869 debutem Volnomyšlenkář (Fritänkaren). Skutečný přelom však nastal až se sepsáním tří po sobě jdoucích naturalistických divadelních her: Otec (Fadren), Slečna Julie (Fröken Julie) a Věřitelé (Fordringsägare). První jmenovaná se stala první švédskou naturalistickém hrou a zajistila autorovi světový ohlas – kladně ji ohodnotil dokonce i Émile Zola. Strindberg sám ji označil za moderní tragédii, v níž se vzájemný boj postav odehrává prostřednictvím myšlenek, ne dýkou jako v klasické tragédii. Hlavní postavu Otce určuje subjektivní perspektiva autora, typická pro celou jeho tvorbu. Strinberg do svých postav vkládal momentální životní zkušenost, čímž se projevovala jeho komplikovaná povaha plná protikladů. Otec je uvězněn mezi čtyři ženy, které ho navenek ubíjejí, avšak určitým způsobem i formují – např. manželka v něm vyvolává pochybnosti o otcovství. Projevují se u něj také známky chorobomyslnosti. Podobnou krizí v té době procházel i sám autor, zatímco cestoval po Evropě se svou první manželkou, finskou herečkou Siri von Essen a třemi malými dětmi. "Připadám si jako náměsíčník, jak by se báseň propojila se životem. Nevím, zda je Otec báseň, nebo zda je básní můj život.", píše Strindberg v listopadu 1887 příteli. Dramatik se ve hře sice snaží dodržet tři klasicistické jednoty (místa, času, děje) a udržet si formu uzavřeného dramatu, ale jeho autobiografické záměry se s nimi rozcházejí.
Druhá z naturalistických her, Slečna Julie, se stala Strindbergovým nejznámějším a nejhranějším dramatickým kusem. Nazval ji naturalistickou truchlohrou a podle korespondence s bratrem ji napsal během dvou týdnů. Takové nepředstavitelné tempo bylo pro švédského autora typické, protože se k tvorbě často uchyloval v návalech zuřivosti. Reálný svět jej frustroval a dle něj samého mu pouze psaní pomáhalo zbavit se chmur. Slečna Julie vznikla jako třetí "varovné drama" pro jeho manželku. Žárlivý manžel se domníval, že jej podvádí se správcem kodaňského sídla, kde rodina jistý čas pobývala, ačkoli sám Strinberg měl poměr se správcovou šestnáctiletou sestrou. 
Autor ve Slečně Julii nechává mladou dceru knížete spáchat sebevraždu kvůli milostnému vzplanutí se sluhou, a to během chvíle, kdy je Julie jakoby zhypnotizovaná racionálně založeným sluhou Jeanem. Skutečnost, že Strindberg byl synem služky a manželka Siri von Essen měla šlechtický původ, poukazuje na zřejmý autobiografický motiv. V symbolické rovině tu však novověký rozum bere do rukou moc nad upadající aristokracií, což reflektuje Nietzscheho filozofii. 
Do roku 1892 napsal Strindberg dalších jedenáct jednoaktovek. Během pařížského pobytu jej ale popadla náhlá psychická slabost, později jím pojmenovaná jako inferno. Následkem byla šestiletá tvůrčí impotence.

## Období po inferenu
"Strindberg je po krizi někým jiným, než kým byl dříve." Znatelně se změnila jeho dramatická tvorba, co se týče formy i stylu. Jako první dílo v období po infernu vznikla ještě během pařížského pobytu hra Do Damašku I. – II. (Till Damaskus I-II). Vyskytuje se v ní nadměrné množství zvukových efektů, které tvoří významovou sdělovací složku. Možná vůbec poprvé se zde dramatik pokusil přinutit diváky, aby pochybovali o svých smyslech – ve scénické poznámce rafinovaně přiděluje pohřebnímu průvodu hnědé oděvy a tento odklon od iluzivního divadla ještě umocňuje otázkou příchozího Neznámého. 
Podobně koncipované jsou i další hry, Tanec smrti I. –  II. (Dödsdansen I-II), nebo Holanďan (Holländarn), mezi které patří rovněž podle Strindbergových slov jeho "nejmilovanější drama" Hra snů (Ett drömspel). Kromě Tance smrti, který svou strukturou připomíná jeho naturalistickou tvorbu z 80. let, je pro hry příznačná snová atmosféra a dramatická forma nazvaná "drama jako sled výjevů" (Stationendrama). Jedná se o sled scén, které na sebe lineární nenavazují, ale každá je soběstačným celkem. Nejmarkantněji se tento způsob výstavby textu projevuje ve Hře snů, kdy na zem přichází dcera boha Indry, aby poznala život lidí. Poznává jejich ubohý životní úděl, potkává různé charaktery a její nejčastější použitou replikou, která by mohla být také leitmotivem celé hry, je "Lidé si zaslouží politování". Strindberg ve Hře snů precizně zachycuje společenské rozdíly a motivy ve scéně s horníky, rozervanost akademické obce ve scéně s děkany fakult, kdy jednotlivý vědecký obor vyvrací ten druhý, nebo v rodinné scéně s dcerou a Advokátem. Jedná se o jedinečnou sondu do samé podstaty lidské společnosti. Subjektivismus autora se nejvíce projevuje v postavě Básníka, ale částečně i v postavě důstojníka, skrze kterého se Strindberg vyrovnává s krizí během třetího manželství s herečkou Harriet Bosseovou. Ve hře novátorsky pracuje i se scénou – podřizuje se celkové logice snu. Rekvizity tu mění svou znakovou funkci, jednotlivé kulisy jsou neustále v proměně, aby se dodržela požadovaná snová poetika s přirozenou kontinualitou. 
Tento vývojový posun tvorby je paralelně následován návratem k historické tematice ze švédských dějin, kterou se Strindberg jako začínající autor zabýval ještě v roce 1872 ve hře Mistr Olof (Mäster Olof). Po infernu na tuto hru navazuje, ale z jiné perspektivy. Historická hra Gustav Vasa (Gustav Vasa) představuje druhý kus trilogie, nesoucí název Sága Vasovců, a odehrává se pětadvacet let po událostech v Mistrovi Olofovi. Autor v ní pojednává o potlačení povstání v Dalarně a událostech bezprostředně následujících. Prostřednictvím historických faktů reflektuje generační napětí, vzpouru mladých vůči konvencím rodičů. Obratně zde zachází s dynamikou dialogů a hluboce se noří do psychiky postavy krále Gustava I.
Poslední hru trilogie představuje Erik XIV. (Erik XIV.), která je pro své moderní dialogy vůbec nejhranějším Strindbergovým historickým dramatem. Samotný autor jej nazval "studií bezcharakterního člověka". Vykresluje v ní krále Erika jako moderního člověka trpícího depresemi, spíše než historickým šílenstvím, po jehož boku stojí cílevědomý rádce. Erik je slabý, bez vůle a pro vůdce švédského národa tolik nutného charisma. Dramatik čerpal nejen z historických pramenů, ale také z legend, čímž se přibližoval ke svému vzoru, Shakespearovi. Vasovská trilogie zpracovává období švédských dějin od roku 1523 až po rok 1568 a byla sepsána během čtyř měsíců, což je na tak komplexní dílo přímo neuvěřitelné.

## Komorní hry
Strindberg vždy toužil otevřít malé komorní divadlo po vzoru pařížského Théȃtre Libre, jak předznamenal v naturalistickém manifestu ke Slečně Julii. Jeho životní úmysl se mu podařilo uskutečnit spolu s mladým divadelníkem Augustem Falcem. Díky jeho entuziasmu v roce 1907 otevřeli Intimní divadlo (Intima teatern) ve Stockholmu. Tříletý experiment nicméně skončil paradoxně právě s jevištní smrtí Julie – tato hra byla v roce 1910 poslední inscenací divadla. Technické vybavení divadla neumožňovalo vytvořit představení v tom smyslu, jak si ho představoval samotný Strindberg, a jeho inscenační vize tak zůstaly nenaplněné. Hlediště, dekorované jemně zelenou a žlutou, pojalo 161 diváků. Pojem „intimní“ vystihoval především jeviště, které v šířce dosahovalo šest metrů a hluboké bylo jen čtyři metry. Soubor Intimního divadla tvořilo jedenáct herců, repertoár obsahoval jak romantické a naturalistické tragédie, tak komorní hry. 
Strindberg během šesti měsíců od vzniku vlastní scény napsal opus čtyř komorních her: Bouře (Oväder), Spáleniště (Branda tomten), Strašidelná sonáta (Spöksonaten) a Pelikán (Pelikanen). Tento cyklus byl jeho posledním tvůrčím vzepětím a předznamenal směrování světového dramatu v 20. století. Nejznámější z nich se stala Strašidelná sonáta. V prvních dvou dějstvích hry se stane něco unikátního, do té doby v dramatickém textu nevídaného. Strindberg koncipuje hlavní postavu ředitele Hummela jako epický subjekt, který je pouze schovaný za dramatickou postavou. V prvním dějství Hummel popisuje Studentovi poměry v činžovní domě, čímž ve vztahu mezi ním a ostatními postavami vzniká značný epický odstup, a ten je ještě více umocněn v následujícím dějství, ve kterém odhaluje jejich tajemství. Zde se také divák setkává s absurdními prvky, když se žena mění v papouška žijícího ve skříni. Třetí dějství je podobné snovému vidění, kdy se smysly posouvají do pozadí a skutečnost je vnímána pověstným "třetím okem".  Děj se zde dramaticky rozpadá poté, co je Student otrávený vůní hyacintů, a dialog se slečnou tak ztratí logické odůvodnění. V posledním dějství se také opět rozpracovává motiv upadající aristokracie, kdy se objevuje přízrak obézní Kuchařky, která vykořisťuje své pány a doslova z nich vysává životní energii. 
Strašidelná sonáta představuje jistý předěl, ve kterém se klasické měšťácké drama, založené na klasicistních principech, přeměňuje na epické. Zároveň zde autor spojuje své předchozí postupy, jakými byly snové obrazy, vidiny, funkce zvuku a gest, subjektivní perspektiva, autobiografické prvky či dynamika dialogů.
Komorní hry, potažmo celá tvorba švédského dramatika, byly podnětným zdrojem pro dramatiky 20. století. Inspirovaly nejen představitele avantgardy Jeana Cocteaua, Bertolta Brechta a jeho epické divadlo, či Eugenea O'Neilla, ale zejména poválečnou vlnu autorů existencialistického a absurdního divadla.

## Přínos modernímu dramatu

### Krize moderního dramatu
Novověké drama bylo postaveno na určitých principech zachovaných již z renesance, přetrvávajících nicméně až do 19. století. Autor nebyl v novověkém dramatu přítomen, drama muselo splňovat jednotu času, místa a děje a jedinou složku jeho dramatické stavby představoval dialog. V 19. století musely všechny tyto prvky čelit krizi, která vyústila na straně jedné k částečnému oproštění od klasických norem dramatu (Čechov), na druhé k vývoji nových dramatických forem (Strindberg). Techniky, které Strindberg upřednostňoval, vyzdvihují jednotlivce (subjektivní drama) nebo předvádějí vedlejší postavy pouze v závislosti na perspektivě hlavního protagonisty (drama jako „sled výjevů“).

### Monolog a dialog
Jestliže Ibsen z dramatu monolog vyloučil, Strindberg jej opět vrátil. V předmluvě ke Slečně Julii vyjmenovává několik příkladů, kdy je užití monologu na místě; jde např. o situace jako nácvik projevu, promluva ke zvířatům a batolatům, mluvení ze spaní ad. Strindberg vyčetl svým předchůdcům i současníkům nereálnost dialogů. Tvrdil, že promluva má odrážet psychiku mluvčího. Dle něj se člověk v reálné promluvě nedrží jen jediného tématu; vytvářel proto dialogy částečně nesouvislé, ne zcela logicky se vyvíjející. Těmito jazykovými aspekty předjímal především modernismus 20. století. Více s dialogy experimentoval především ve hrách post-infernálního období. V těchto „polodialozích“ lze často zřetelně slyšet pouze jednoho mluvčího - promluvy druhé postavy jsou nejasné nebo nenavazující. Touto technikou chtěl Strindberg zobrazit neschopnost komunikace.
Subjektivní drama, také nazýváno osobní drama (Ich-Dramatik), je postaveno na myšlence proměnit duševní život, který je v podstatě čímsi skrytým, na dramatickou skutečnost. Základem této formy dramatu je autobiografie. Hlavní postava, projekce autora, je povýšena nad postavy vedlejší. Veškerý děj sledujeme očima hlavního protagonisty. 
První hrou, v níž Strindberg uplatnil formu subjektivního dramatu, byl Otec. Tato naturalistická hra stále sice formálně zachovává tři základní jednoty dramatu, ale důležitějším se zde stává jednota osobního já titulní postavy.

### Boj pohlaví
V dramatu Otec se manželé přou, kdo z nich má právo rozhodnout o budoucnosti jejich dcery. Manželka Laura řadou manipulací způsobí manželovo nervové zhroucení. Laura vystupuje jako prototyp ženy-vampýra, jež ochromuje mužovu sílu. Zpochybněním Rytmistrova otcovství nabourává svrchovanou roli muže v tehdejší společnosti. Dalšími hrami, které jsou postavené na boji pohlaví, jsou například Slečna Julie (Fröken Julie), Věřitelé (Fordringsägare) a Tanec smrti.

## Dramatikové ovlivnění Strindbergovým dílem
Jmenovitě mezi ně patří např. Eugene O'Neill, Tennessee Williams, Franz Werfel, Bertolt Brecht, Franz Kafka, Jean Cocteau, Jean Anouilh, Jean-Paul Sartre, Albert Camus, Eugène Ionesco, Samuel Beckett, T. S. Eliot, Seán O'Casey, Luigi Pirandello a Maxim Gorkij.
Hra snů se stala inspirací například pro francouzského absurdního dramatika Arthura Adamova, který po jejím
přečtení začal „objevovat stopy dramatu všude kolem sebe.“ Strašidelná sonáta měla pravděpodobně vliv na Franze Kafku.Hry snové dramatiky představovaly rovněž přímý zdroj pro absurdní divadlo a německý expresionismus.

## Divadelní hry
- Fritänkaren (1869, Volnomyšlenkář)
- I Rom (1870, V Římě)
- Hermione (1871, Hermiona)
- Den fredlöse (1871, Štvanec)
- Master Olof (1872, Mistr Olaf) / Veršovaná verze 1876 /
- Gillets hemlighet (1880, Cechovní tajemství)
- Anno fyrtio åtta (1875, Rok)
- Lycko-Per resa (1882, Cesta Pera Šťastlivce)
- Herr Bengts hustru (1882, Žena pana Bengta)
- Kamraterna (1886-87, Kamarádi)
- Fadren (1887, Otec)
- Fröken Julie (1888, Slečna Julie)
- Fordringsägare (1888, Věřitelé)
- Den starkare (1889, Ta silnější)
- Pária (1889, Paria)
- Samum (1889, Samum)
- Hemsöborna (1889, Lidé z Hemsö)
- Himmelrikets nycklar eller Sankte Per vandrar på Jorden (1892, Klíče k nebeské říši nebo jako svatý Petr putoval po zemi)
- Inför dödenni (1892, Před smrtí)
- Första varningen (1892, První varování)
- Debet och kredit (1892, Debet a kredit)
- Moderskärlek (12892, Mateřská láska)
- Leka med elden (1892, Hrátky s ohněm)
- Bandet (1892, Pouto)
- Till Damaskus I-II (1898, Do Damašku I-II)
- Advent (1898)
- Brot och Brot (1899, Zločin a zločin)
- Folkungasagan (1899, Sága o Folkunzoch)
- Gustav Vasa (1899)
- Erik XIV. (1899)
- Gustaf Adolf (1899)
- Midsommar (1900, Na svatého Jana)
- Kaspers fet-tisdag (1900)
- Dödsdansen I-II (1900, Tanec smrti I-II)
- Kronbruden (1901, Panenská nevěsta)
- Svanevit (1901, Bílá labuť)
- Carl XII. (1901, Karel XII.)
- Till Damaskus III (1901, Do Damašku] III)
- Engelbrekt (1901)
- Kristina (1901, Královna Kristýna)
- Ett drömspel (1901, Hra snů, prolog z roku 1906)
- Holländarn (1902, Bludný Holanďan, fragment)
- Gustaf III (1902)
- Näktergalen i Wittenberg (1903, Slavík z Wittenbergu)
- Genom öknar till arvland (1903, Pustinami k dědičné zemi)
- Hellas (1903)
- Lamment och vilddjuret (1903, Beránek a šelma)
- Oväder (1907, Bouřka)
- Brandy tomten (1907, Spáleniště, Komorní hry, opus II)
- Spöksonaten (1907, Strašidelná sonáta, Sonáta duchů, Sonáta příšer, Komorní hry, opus III)
- Toten-Insel, fragment (1907)
- Pelikanen (1907,  Pelikán, Komorní hry, opus IV)
- Sista riddaren (1908, Poslední rytíř)
- Abu Casems tofflor (1908)
- Riksförestandaren (1908, Správce země)
- Bjälbo-Jarlen (1908, Bjälboský Jarl)
- Svarta handsken (1908, Černá rukavička, Komorní hry, opus V)
- Stora landsvägen (1909, Velká cesta)

### Česká vydání
- Nepohrávaj se s ohněm. 1893, 42 s., Knapp / ochotnické divadlo. Překlad: Jan Emil Šlechta
- Před smrtí. 1893, 71-92 s., Knapp / ochotnické divadlo. Překlad: Jan Emil Šlechta
- Tanec smrti. 19 -?, 66 s., Jiroušek, Knihovna moderních autorů; sv. 3, Překlad: F. V. Krejčí
- Slečna Julie. 19 -?, 63 s., Překlad: František Fröhlich
- Erik XIV. 19 -?, 57 s., Překlad: Jan Rak
- Tanec smrti. 19 -?, 61 s., Universum, literární jednateľstvo A. Perlíkové; Překlad: Alois Emmerich Hruška
- Pouť Petra Šťastlivci. 19 -?, Centrum; Překlad: Viktor Šuman
- Pelikán. 19 -?, 107 s.; Překlad: Josef Jedlička
- Paria. 19 -?, 17 s.; Překlad: Hana Vetterová
- Otec. 1910, 134 s., Kostelec nad Orlicí; Překlad: Gustav Tichý
- Tanec smrti. 1914, 71 s.; Překlad: Emil Schering
- Otec. 1919, 86 s., Kočí / Umělecké snahy, sv. 174; Překlad: Josef Jedlička
- Blýskavica. Národní divadlo Brno, 1919, 35 s.; Překlad: Josef Jedlička
- Blýskání na časy. 1922, 81 s., Presto / Sebrané spisy Augusta Strindberg, sv. 1.; Překlad: F. O. Dostal.
- Královna Kristýna. 1922, 91 s., Zátiší, Knihy srdce i ducha / Hry Augusta Strindberg, sv. 1.; Překlad: F. V. Krejčí
- Do Damašku / Část první. 1923, 108 s., Zátiší, Knihy srdce i ducha / Hry Augusta Strindberg, Sv. 2.; Překlad: Viktor Šumana
- Hra s ohněm. 1925, 46 s., Rosendorf / Hry českého Jeviště, sv. 17.; Překlad: Jan Bor
- Věřitelé. 1925, 47-101 s., Rosendorf / Hry českého Jeviště, sv. 17.; Překlad: Jan Bor
- Slečna Julie. 1925, 56 s., Rosendorf; Překlad: Jiří Zedtwitz
- Kamarádi. 1927, 66 s., Centrum; Překlad: Hugo Kosterka
- Královna Kristýna. Městská divadla pražská, 1942, 58 s., Překlad: F. V. Krejčí
- Královna Kristýna. 1966, 76 s., Dilia, Překlad: Josef Vohryzek
- Tanec smrti. Realistické divadlo Zdeňka Nejedlého, 1967, 74 s., Překlad: Radko pohodlný nákup
- Slečna Julie. 1969, 88 s., Dilia, Překlad: Josef Vohryzek
- Věřitelé. Salon Reduta, 1972, 49 s., Překlad: Petr Svojka
- Sonáta příšer. 1973, 45 s., Dilia, Překlad: Radko pohodlný nákup
- Erik XIV. 1977, 66 s., Dilia, Překlad: Jan Rak
- Otec. 1977, 63 s., Dilia, Překlad: Jan Rak
- Věřitelé. Divadlo E. F. Buriana, 1989, 89 s., Překlad: František Fröhlich
- Ta silnější. Divadlo Labyrint, 199 -, 7 s., Překlad: František Fröhlich
- Tanec smrti. Stavovské divadlo - Divadlo Kolowrat, 1993, 96 s., Překlad: Zbyněk Černík
- Slečna Julie. 1993, 49 s., Dilia, Překlad: Josef Vohryzek
- Sonáta duchů. MDP - Divadlo Komedie: Jan Nebeský, 1995, 44 s., Překlad: Radko pohodlný nákup
- Královna Kristýna. Divadlo na Vinohradech, 1995, 105 s., Překlad: Josef Vohryzek
- Královna Kristýna. 1997. 32 s. dvousl., Divadlo, č. 4, Překlad: Josef Vohryzek
- August Strindberg, Hry I. 2000, 755 s., Divadelní ústav, sv. 3., Publikace č. 462; Redaktor: Dagmar Hartlová, Jitka Sloupová
- August Strindberg Hry II. 2004, 572 s., Divadelní ústav, sv. 6., Publikace č. 519; Překlad: Zbyněk Černík
- Tanec smrti I. a II. díl. 2008, 139 s., Artur / Edice D, sv. 51., Překlad: Zbyněk Černík
- Slečna Julie. 2011, 87 s., Artur / Edice D, sv. 82., Překlad: František Fröhlich